# Сен-Флур (округ)
Сен-Флур (фр. Saint-Flour) — округ (фр. Arrondissement) во Франции, один из округов в регионе Овернь. Департамент округа — Канталь. Супрефектура — Сен-Флур.
Население округа на 2006 год составляло 39 225 человек. Плотность населения составляет 16 чел./км². Площадь округа составляет всего 2511 км².